# 2346 Lilio
2346 Lilio è un asteroide della fascia principale interna. Scoperto nel 1934, presenta un'orbita caratterizzata da un semiasse maggiore pari a 2,372129 UA e da un'eccentricità di 0,156240, inclinata di 5,924644° rispetto all'eclittica. Ha un diametro di 10,420 km, un periodo di rotazione di 3,029 ore e un'albedo di 0,227.
Fa parte della famiglia di asteroidi Vesta.
È dedicato a Luigi Lilio, ideatore della riforma del calendario gregoriano.